# Conseil départemental de la Seine-Saint-Denis

Précédent logo du conseil général.

Le conseil départemental de la Seine-Saint-Denis est l'assemblée délibérante du département français de la  Seine-Saint-Denis, collectivité territoriale décentralisée située en Île-de-France et agissant sur le territoire départemental créé le 1er janvier 1968 en application de la loi du 10 juillet 1964. Son siège est à Bobigny.
Stéphane Troussel est élu président du conseil départemental le 4 septembre 2012, et réélu 2 avril 2015. L'assemblée départementale était présidée précédemment par le socialiste Claude Bartolone qui a déclaré « vouloir faire entrer le département dans le XXIe siècle ». Il doit toutefois faire face lors de la crise financière mondiale 2008, à la découverte massive d'emprunts « toxiques » à taux variables (97 % de la dette, dont un tiers de type swap ou snowball) qui menacent l'équilibre du budget 2009.

## Compétences
Le département exerce les compétences qui sont déterminées par le code général des collectivités territoriales.
Cette collectivité territoriale est administrée par son assemblée délibérante, dénommée depuis 2015 le conseil départemental. L'assemblée départementale élit son président et ses vice-présidents, ainsi que la commission permanente, désignée au scrutin proportionnel à la plus forte moyenne, qui disposent de pouvoirs propres ou délégués par le conseil départemental. Celui-ci prend par ses délibérations l'ensemble des autres décisions concernant la collectivité territoriale, et notamment détermine ses politiques publiques, vote son budget et les taux des impôts qu'elle perçoit. 
Les compétences du département, administré par son conseil, sont fixées par la loi no 82-213 du 2 mars 1982 fixant les droits et libertés des communes, départements et régions et les lois no 83-8 du 7 janvier 1983, no 83-663 du 22 juillet 1983 et no 83-1186 du 29 décembre 1983 portant sur la répartition des compétences entre l’État et les collectivités locales. Ces lois lui attribuent les compétences d’aide sociale à l'enfance, d’aide aux personnes handicapées, d’aide aux personnes âgées, l’entretien et l’investissement des routes départementales, l’organisation des transports et le soutien au développement économique. La loi no 2003-1200 du 18 décembre 2003 a ajouté la compétence en matière de revenu minimum d'insertion et la loi constitutionnelle no 2003-276 du 28 mars 2003 a instauré le principe de décentralisation.
La loi no 2004-809 du 13 août 2004 relative aux libertés et responsabilités locales a ajouté les compétences de gestion de certaines routes nationales, l’entretien et l’investissement dans les collèges, l’aide au logement, la protection maternelle et infantile, la gestion des cours d'eau et lacs, des espaces naturels sensibles, la gestion du schéma départemental des établissements d’enseignement culturel, des archives, bibliothèques et musées départementaux, l’entretien des immeubles possédés par l’État classés et inscrits aux monuments historiques, le financement du service départemental d'incendie et de secours,. 
Aux termes de la loi de modernisation de l'action publique territoriale et d'affirmation des métropoles du 27 janvier 2014
les départements ont « compétence pour promouvoir les solidarités et la cohésion territoriale sur le territoire départemental, dans le respect de l'intégrité, de l'autonomie et des attributions des régions et des communes. »

## Gouvernance

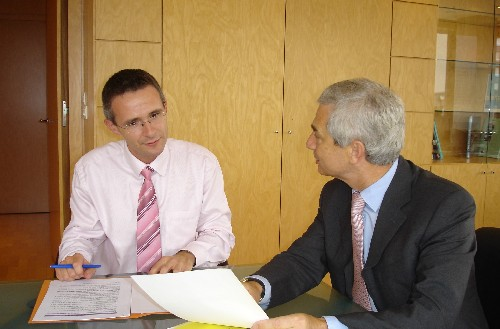
De gauche à droite, Stéphane Troussel et Claude Bartolone, présidents successifs du conseil général.

### Élus
Le conseil départemental est constitué de 42 conseillers départementaux, à raison de deux élus pour chacun des 21 cantons du département. Leur liste est détaillée à conseillers départementaux de la Seine-Saint-Denis
La liste des anciens élus peut être consulté aux pages liste des conseillers généraux de la Seine-Saint-Denis et conseillers départementaux de la Seine-Saint-Denis
La liste des anciens élus peut être consulté aux pages liste des conseillers généraux de la Seine-Saint-Denis et conseillers départementaux de la Seine-Saint-Denis

### Liste des présidents
| Période                                                 | Période                                           | Identité                                          | Étiquette                                         | Étiquette                                         | Qualité |
| Liste des président successifs du conseil général       | Liste des président successifs du conseil général | Liste des président successifs du conseil général | Liste des président successifs du conseil général | Liste des président successifs du conseil général | Liste des président successifs du conseil général |
| ------------------------------------------------------- | ------------------------------------------------- | ------------------------------------------------- | ------------------------------------------------- | ------------------------------------------------- | --- |
| 1967                                                    | 1982                                              | Georges Valbon,                                   |                                                   | PCF                                               | Ouvrier typographe Ancien conseiller général de la Seine (1959 → 1967) Conseiller général de Bobigny (1967 → 1994) Maire de Bobigny (1965 → 1996) Démissionnaire après sa nomination par le Gouvernement d'Union de la Gauche des Charbonnages de France                      |
| 1982                                                    | 1985                                              | Jean-Louis Mons,                                  |                                                   | PCF                                               | Professeur de mathématique au CET de Noisy-le-Sec Conseiller général de Noisy-le-Sec (1973 → 2001) |
| 1985                                                    | 1993,                                             | Georges Valbon,                                   |                                                   | PCF                                               | Conseiller général de Bobigny (1967 → 1994) Maire de Bobigny (1965 → 1996) |
| 1993                                                    | 2004                                              | Robert Clément,                                   |                                                   | PCF                                               | Ouvrier puis technicien de l’industrie chimique Conseiller général de Romainville (1985 → 2004) Maire de Romainville (1980 → 1998) |
| 2004                                                    | 2008                                              | Hervé Bramy                                       |                                                   | PCF                                               | Conseiller général du Blanc-Mesnil (1997 → 2015) Adjoint au Maire du Blanc-Mesnil (1995 → ? ) |
| 2008,                                                   | 2012                                              | Claude Bartolone                                  |                                                   | PS                                                | Cadre de l'industrie pharmaceutique Conseiller général de Pantin-Est (2008 → 2014) Député de la Seine-Saint-Denis (1981 → 1998 et 2002 → 2017) Conseiller municipal du Pré-Saint-Gervais Démissionnaire pour respecter la législation limitant le cumul des mandats en France |
| 2012                                                    | 2015                                              | Stéphane Troussel                                 |                                                   | PS                                                | Fonctionnaire territorial Conseiller général de La Courneuve (2004 → 2015) Adjoint au Maire de La Courneuve |
| Liste des président successifs du conseil départemental |                                                   |                                                   |                                                   |                                                   | |
| 2015                                                    | en cours                                          | Stéphane Troussel                                 |                                                   | PS                                                | Conseiller départemental de La Courneuve (2015 → ) Conseiller municipal de La Courneuve Réélu pour le mandat 2021-2028, |

### Commission permanente
Dans l’intervalle des sessions publiques de l’assemblée délibérante, la commission permanente composée du président, des vice-présidents et, d'autres membres du conseil départemental, prend de nombreuses décisions. Cette commission permanente, qui tient ses pouvoirs de l’assemblée délibérante, gère les affaires que lui a déléguées le Conseil départemental.
La commission permanente est élue par l'assemblée départementale. 
Au terme des élections départementales de 2021 dans la Seine-Saint-Denis, la nouvelle assemblée délibérante a réélu le 1er juillet 2021  son président, Stéphane Troussel, et désigné ses 12 vice-présidents, qui sont : 
1. Daniel Guiraud, conseiller départemental de Bagnolet, chargé des finances, de la modernisation de l’administration et des moyens généraux
2. Pascale Labbé, conseillère départementale de Bobigny, chargée de l’égalité femmes-hommes ;
3. Karim Bouamrane, conseiller départemental de Saint-Ouen, chargé de la culture ;
4. Nadia Azoug, conseillère départementale de Pantin, chargée de l’enfance, de la prévention et de la parentalité ;
5. Belaïde Bedreddine, Conseiller départemental de Montreuil-2, chargé de l’écologie urbaine ;
6. Melissa Youssouf, conseillère départementale de Sevran, chargée de l’insertion, de l’économie sociale et solidaire et des fonds européens ;
7. Emmanuel Constant, conseiller départemental de Noisy-le-Grand, chargé de l’éducation et des Jeux olympiques et paralympiques
8. Dominique Dellac, conseillère départementale de Tremblay-en-France, chargée du patrimoine culturel, de la mémoire, du tourisme et de l’éducation artistique et culturelle ;
9. Stéphane Blanchet, conseiller départemental de Sevran, chargé de l’autonomie ;
10. Magalie Thibault, conseillère départementale de Montreuil-1, chargée des solidarités et de la santé
11. Corentin Duprey, conseiller départemental de Saint-Denis-1, chargé des mobilités durables et du développement du territoire ;
12. Florence Laroche, conseillère départementale d’Épinay-sur-Seine, chargée de l’habitat durable et de la politique de la ville

La commission permanente de la mandature 2021-2027 est constituée à la proportionnelle  du président, des 12 vice-présidents, de 7 conseillers départementaux délégués et d'autres membres.
Leur biographie est développée à Exécutif départemental 2021-2027.